# Thomas P. Stafford
Thomas Patten "Tom" Stafford, född 17 september 1930 i Weatherford i Custer County, Oklahoma, död 18 mars 2024 i Satellite Beach, Florida, var en amerikansk astronaut. Han blev uttagen i astronautgrupp 2 den 17 september 1962, en grupp om 9 personer.
Stafford genomförde fyra rymdfärder, med Gemini 6, Gemini 9, Apollo 10 och Apollo-Sojuz-testprojektet.